# Córrego Água Podre
O Córrego Água Podre é um curso de água da cidade de São Paulo, que começa na altura do km 14,5 da Rodovia Raposo Tavares e termina no Córrego Ribeirão Jaguaré, na Avenida Escola Politécnica, no bairro Rio Pequeno. Ele possuí aproximadamente 2,5 km de extensão e passa embaixo do CEU Butantã por meio de galerias canalizadas. O Córrego Água Podre já foi considerado por alguns anos o pior e mais poluído da capital, principalmente nos trechos localizados nos bairros Vila Tiradentes (Butantã) e Avenida Abílio Pereira de Almeida, onde os esgotos da região eram lançados diretamente nele.